# Пожар в болница „Матей Балш“
На 29 януари 2021 г. пожар избухва в болничен павилион за лечение на COVID-19 в Националната инфекциозна болница „Матей Балш“ в Букурещ, Румъния, построена през 1953 г. След като е напълно реновирана, болницата е една от най-големите болници, използвани за лечение на COVID-19 в Румъния.

## Хронология
Болничният пожар избухва в 05:02 часа местно време в една от сградите на лечебното заведение. Засегнати са четири стаи, при което загиват петима души, а други 102 са евакуирани в други сгради или в други COVID-19 болници в Букурещ. Три жертви загиват на място, четвърта по време на реанимация, а пета е намерена по-късно в баня. Евакуираните пациенти са имали средни до сериозни инфекции на COVID-19 и повечето са били на кислородолечение. На 4 февруари 2021 г. броят на загиналите вследствие на пожара се увеличава до 12. Броят на загиналите нараства до 14 на 6 февруари 2021 г., с още една смърт, добавена към броя на загиналите на 8 февруари 2021 г.